# Чекмаревка
Чекмаревка — село в Обоянском районе Курской области России. Входит в состав Гридасовского сельсовета.

## География
Село находится на юге Курской области, в пределах южной части Среднерусской возвышенности, в лесостепной зоне, на берегах реки Туровки, на расстоянии примерно 11 километров (по прямой) к северо-западу от города Обояни, административного центра района. Абсолютная высота — 228 метров над уровнем моря.

### Климат
Климат характеризуется как умеренно континентальный, с тёплым летом и умеренно холодной зимой. Среднегодовая температура воздуха — 5,5 °С. Средняя температура воздуха самого тёплого месяца (июля) — 17,8 °C (абсолютный максимум — 37 °С); самого холодного (января) — −8,4 °C (абсолютный минимум — −38 °С). Безморозный период длится около 150 дней в году. Среднегодовое количество атмосферных осадков составляет 533 мм, из которых большая часть выпадает в тёплый период.

### Часовой пояс
Село Чекмаревка, как и вся Курская область, находится в часовой зоне МСК (московское время). Смещение применяемого времени относительно UTC составляет +3:00.

## Население
| 2002 | 2010 |
| ---- | ---- |
| 253  | ↘242 |

### Половой состав
По данным Всероссийской переписи населения 2010 года в половой структуре населения мужчины составляли 47,1 %, женщины — соответственно 52,9 %.

### Национальный состав
Согласно результатам переписи 2002 года, в национальной структуре населения русские составляли 95 %.